# Leonardo Del Vecchio
Leonardo Del Vecchio (Milano, 22 maggio 1935 – Milano, 27 giugno 2022) è stato un imprenditore italiano, fondatore e presidente di Luxottica e presidente esecutivo di EssilorLuxottica, la più grande holding produttrice e venditrice mondiale di occhiali e lenti che conta circa 80 000 dipendenti e oltre 9 000 negozi. È stato anche un importante azionista di Covivio e Assicurazioni Generali.
La sua ricchezza al 10 aprile 2022 era stata valutata dalla rivista Forbes per circa 27,3 miliardi di dollari, rendendolo il secondo uomo più ricco d'Italia e il 52º al mondo.

## Biografia
Nato a Milano, era l'ultimo di quattro fratelli. Il padre Leonardo, commerciante di frutta di Barletta, muore poco prima della sua nascita e anche per questo la madre Grazia Rocco, anche lei pugliese di Spinazzola, sceglie di dargli lo stesso nome. Pochi anni dopo, il giovane Leonardo viene affidato all'orfanotrofio dei Martinitt, dove resta fino al diploma di scuola media. All'età di quindici anni va a lavorare come garzone alla Johnson, una fabbrica produttrice di medaglie e coppe, i cui proprietari lo spingono a iscriversi ai corsi serali all'Accademia di Brera per studiare design e, soprattutto, incisione.

### Da Agordo al New York Stock Exchange
A ventidue anni si trasferisce a Pieve Tesino, un piccolo paese del Trentino, dove trova lavoro come operaio in una fabbrica di incisioni metalliche. Nel 1958 si trasferisce quindi ad Agordo, in provincia di Belluno, per aprire una bottega di montature per occhiali. Dopo tre anni, nel 1961, la bottega si trasforma in Luxottica S.a.s., con quattordici dipendenti, specializzata nella produzione di minuteria metallica per le occhialerie.
Riesce a ottenere un enorme garage con capannone proprio ad Agordo, poiché il comune regalava il terreno per iniziative industriali.
Rimasto unico proprietario, nel 1967, pur continuando la produzione di semilavorati per conto terzi, l'azienda compie la prima grande svolta strategica: inizia, assemblandone le singole parti, a produrre gli occhiali completi e a commercializzarli con il marchio Luxottica.
Dopo soli quattro anni, nel 1971, Luxottica abbandona il business della produzione per conto terzi per dedicarsi unicamente alla realizzazione e commercializzazione degli occhiali finiti.
Nel 1981 l'azienda è ormai diventata forte e solida e va quindi all'attacco del mercato statunitense. Si rivolge al Credito Italiano diretto da Lucio Rondelli per ottenere un prestito col quale acquistare Avantgarde, un marchio statunitense di occhiali che gli consente di entrare nel mercato USA. Un anno dopo restituisce alla banca tutto il capitale con gli interessi, dopo aver aperto quattro nuovi stabilimenti e assunto 4 500 persone.
La Luxottica dal 1990 è quotata nella Borsa di New York.
Dal 1995 Luxottica è il maggior produttore e distributore sul mercato ottico mondiale. Con i Benetton acquistò nel 1995 la SME (Società Meridionale di Elettricità, ex gruppo IRI), che nel 1993 aveva avviato i franchising Supermercati GS e Autogrill. In un'intervista del 2006 commentò così: «Fu un affare finanziario, concluso cinque anni dopo con la cessione ai francesi della Carrefour».

### Anni duemila
Dal dicembre 2000 Luxottica è quotata nella Borsa di Milano, unendosi all'indice MIB-30 (ora S & P / MIB) nel settembre 2003. La quotazione ha migliorato la capacità dell'azienda di acquisire altri marchi nei settori della produzione e della distribuzione di occhiali da sole e da vista, a partire dal marchio italiano Vogue nel 1990, Persol e US Shoe Corporation (LensCrafters) nel 1995, Ray-Ban nel 1999 e Sunglass Hut Inc. nel 2001. In seguito si è indirizzata alla ricerca di altre società di vendita al dettaglio, acquisendo OPSM con sede a Sydney nel 2003, Pearle Vision nel 2004, Surfeyes nel 2006 e Cole National nel 2004. Luxottica ha acquisito la californiana Oakley, il più importante marchio al mondo di occhiali da sport con un accordo da 2,1 miliardi di dollari nel novembre 2007.
Dal 27 luglio 2004 Del Vecchio lascia ad Andrea Guerra il ruolo di amministratore delegato di Luxottica oltre che quello di consigliere di amministrazione nelle sue principali società controllate.
Conferendo la quota di maggioranza relativa dell'immobiliare Beni Stabili, a febbraio 2007 ha stretto un'alleanza col colosso francese Foncière des Régions per dar vita al maggior gruppo europeo dell'immobiliare.
Imputato d'«elusione della normativa fiscale italiana» (fatti risalenti al 1997-1998), nel 2008 la commissione tributaria di Belluno lo condannò a risarcire allo Stato 20,4 milioni.

### Morte
È morto a Milano il 27 giugno 2022 all'età di 87 anni, durante un ricovero resosi necessario per curare una polmonite. Il funerale si è celebrato nella sede della Luxottica ad Agordo il 30 giugno. Al termine la salma è stata trasferita a Milano per la cremazione e la tumulazione delle ceneri al Cimitero Monumentale.

## Vita privata
Sposato tre volte, era padre di sei figli: Claudio, Marisa, Paola (nati dal primo matrimonio con Luciana Nervo), Leonardo Maria (nato dall'ultima moglie Nicoletta Zampillo che aveva sposato nel 1997 e, dopo il divorzio del 2000, risposato nel 2010), Luca e Clemente (nati nel 2001 e nel 2004, avuti dall'ex compagna Sabina Grossi).
La società che detiene tutte le partecipazioni azionarie e la liquidità di Leonardo Del Vecchio è la Delfin S.à.r.l., con sede a Lussemburgo, amministrata da Romolo Bardin. Leonardo Del Vecchio possedeva a suo nome il 25% della Delfin, che alla sua morte è passato, in base al testamento, in parti uguali (12,5%) alla moglie Nicoletta Zampillo, ai figli e Rocco Basilico, altro figlio della Zampillo. Anche queste partecipazioni sono state sotto il diretto controllo di Leonardo Del Vecchio che ne ha detenuto l'usufrutto fino alla morte.

## Partecipazioni
Con la sua società a responsabilità limitata lussemburghese, Delfin S.à.r.l., Del Vecchio controllava il:
- 38,4%[17] di EssilorLuxottica, multinazionale italo-francese principale produttore mondiale di occhiali e lenti, quotata alla Borsa di Parigi;
- 28%[18] di Covivio, immobiliare francese quotata alla Borsa di Parigi;
- 13%[19] di Luxair, compagnia aerea Lussemburghese;
- 19,8% [20] di Mediobanca, principale banca d'affari italiana;
- 9,77% [21] di Assicurazioni Generali, principale compagnia di assicurazioni italiana.

## Onorificenze e riconoscimenti
- 1995 - riceve la laurea honoris causa in economia aziendale dall'Università Ca' Foscari di Venezia.
- 1999 - gli viene conferito un MBA ad honorem in International Business dalla MIB School of Management di Trieste.
- 2002 - riceve da parte dell'allora Rettore Furio Honsell la laurea honoris causa in Ingegneria Gestionale dall'Università degli Studi di Udine.
- 2006 - gli viene conferita la laurea honoris causa in Ingegneria dei materiali dal Politecnico di Milano.
- 2007 - riceve la cittadinanza onoraria di Agordo.
- 2012 - la Fondazione CUOA gli conferisce il Master honoris causa in Business Administration.
- 2013 - gli viene assegnata dalla Commissione delle Civiche Benemerenze del Comune di Milano la medaglia dell'Ambrogino d'oro.